# Список серій аніме «Rurouni Kenshin»
Аніме-серіал Rurouni Kenshin, режисером якого був Кадзухіро Фурухасі, демонструвався в Японії на телеканалі Fuji TV з 10 січня 1996 року по 8 вересня 1998 року. Остання 95-я серія по японському телебаченню не транслювалася, проте присутня на відеокасетах та DVD-дисках.
Продюсерами серіалу виступили компанії Aniplex та Fuji TV, анімацією займалися Studio Gallop (з 1-ї по 70-ю серію) та Studio DEEN (з 71-ї по 95-ю).
Серіал, який складався з 3-х сезонів, досить точно повторював перші дві частини манґи, проте потім сценаристи відійшли від її сюжету. Це робилося для того, щоб дозволити Нобухіро Вацукі закінчити роботу над третьою частиною манґи, яку також планувалося адаптувати та включити в серіал. Але цим планам не судилося збутися: велика кількість серій, які не відносяться до сюжету основного твору, привела до падіння популярності аніме, і робота над ним була припинена.
17 березня 2003 року аніме почало транслюватися на американському телеканалі Cartoon Network, але показ був перерваний на другому сезоні. Третій сезон (Серії 63-95) вийшов тільки на DVD.
Сеіал був ліцензований для випуску на DVD в Північній Америці компанією Media Blasters.
З 18 липня 2000 року по 24 вересня 2002 року вийшло 22 DVD-диска з англійським перекладом серіалу. В кожний диск входило чотири серії, крім останнього, який включав п'ять епізодів.
18 листопада 2003 року, 30 березня 2004 року та 27 липня 2004 року вийшло три DVD-бокса з аніме. 15 листопада 2005 року, 17 січня 2006 року та 14 лютого 2006 вони були перевипущені у дешевшій комплектації.

## Загальна інформація
| Сезон | Епізоди | Епізоди | Оригінальний показ | Оригінальний показ |
| Сезон | Епізоди | Епізоди | Перший показ       | Останній показ     |
| ----- | ------- | ------- | ------------------ | ------------------ |
| 1     | 27      | 27      | 10 січня 1996      | 16 жовтня 1996     |
| 2     | 35      | 35      | 30 жовтня 1996     | 17 вересня 1997    |
| 3     | 33      | 33      | 14 жовтня 1997     | 8 вересня 1998     |